# Marguerite-Joséphine Georges

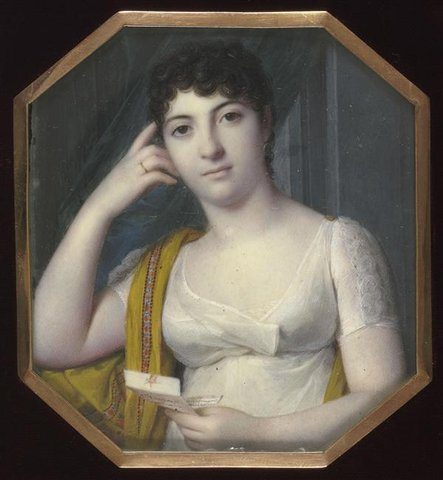
Porträt zwischen 1800 und 1805

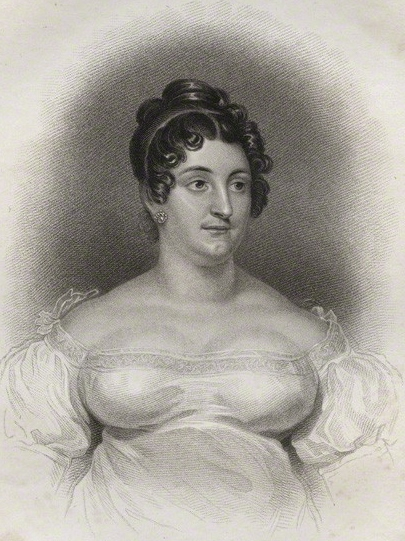
Porträt 1817

Mademoiselle Georges (geboren als Marguerite-Joséphine Weimer am 23. Februar 1787 in Bayeux; gestorben am 11. Januar 1867 in Passy) wurde zu den bedeutendsten französischen Schauspielerinnen ihrer Zeit gezählt.

## Leben
Sie war das Kind von Georges Weimer und Marie Verteuil und hatte über ihre Familie engen Kontakt zur Bühne. Sie trat bereits als Fünfjährige in Amiens, wo auch ihre Eltern beschäftigt waren, in dem Stück Les Deux Petits Savoyards auf. Ihr Vater weigerte sich, ihr Kind der Obhut der Sängerin Madame Dugazon anzuvertrauen, welche auf Marguerite-Joséphine aufmerksam geworden war. 1801 überredete die Tragödien-Schauspielerin Mademoiselle Raucourt ihre Eltern jedoch, das Kind unter strenger Aufsicht der Mutter nach Paris zu bringen.
Mit fünfzehn Jahren debütierte sie im November 1802 im Stück Clytemnestre an der Comédie-Française unter dem Künstlernamen Mademoiselle Georges, was eine Anspielung auf den väterlichen Vornamen war. Sie konkurrierte auf der Bühne mit Mademoiselle Duchesnois. Der künstlerische Wettkampf spaltete das Pariser Theaterpublikum in zwei Lager. Beide Frauen zählten zu den Geliebten Napoleon Bonapartes, welcher beiden eine staatliche Förderung bewilligte und sie zur künstlerischen Zusammenarbeit drängte. Die Affäre bestand bis 1804 – Georges erklärte Alexandre Dumas gegenüber, Napoleon habe sie verlassen, um Kaiser werden zu können.
1808 folgte sie dem Tänzer Duport nach Wien; es gibt Mutmaßungen, die als Motiv für den Umzug ihre Affäre mit Napoleon vermuten. Sie zog weiter nach Sankt Petersburg, wo sie vom Zaren Alexander I. protegiert wurde. In den Diensten Alexanders unternahm sie auch einen viel rezipierten Auftritt in Erfurt in Gegenwart des sächsischen Königs. Bei Kriegsausbruch mit Frankreich zunächst festgehalten, ließ Alexander sie schließlich ziehen. Sie wurde am Stockholmer Hof von König Karl XIV. empfangen, dann im Königreich Westphalen von Jérôme Bonaparte, und erneut am Königshof in Dresden.
Der begeisterten Anhängerin Napoleons (sie bot bei seiner Verbannung angeblich an, ihn in sein Exil nach Sankt Helena zu begleiten), werden jedoch auch Amouren mit seinem Gegenspieler Wellington nachgesagt. Von 1816 bis 1821 tourte sie durch alle französischen Städte; an der Comédie-Française und im Odéon ab 1822 knüpfte sie nahtlos an ihre früheren Erfolge an. Auftritte führten sie nach London und Amsterdam. Später wechselte sie zum Theater der Porte St-Martin.
Ihr geniales Spiel soll der Grund gewesen sein, dass Victor Hugo oder Alexandre Dumas so erfolgreich waren. Als ihr Stern verblasste, zog sie sich in einen bescheidenen Ruhestand zurück, auch wenn sie noch gelegentlich an den Pariser Bühnen auftrat und dort begeistert aufgenommen wurde.